# Christian Seznec
Christian Seznec (Brest, 19 de novembre de 1952) va ser un ciclista francès, que fou professional entre 1975 i 1984. Durant la seva carrera professional destaquen dues victòries d'etapa al Tour de França, una el 1978 i l'altre el 1979. Va córrer junt a Raymond Poulidor i Joop Zoetemelk.

## Palmarès
- 1974
  - 1r al Tour de l'Yonne
- 1975
  - 1r al Premi de Le Quillo
  - Vencedor d'una etapa de la Setmana Catalana
- 1977
  - Vencedor d'una etapa al Tour del Tarn
- 1978
  - 1r al Premi de Concarneau
  - Vencedor d'una etapa al Tour de França
  - Vencedor d'una etapa al Critèrium del Dauphiné Libéré
- 1979
  - 1r a la Route Nivernaise
  - Vencedor d'una etapa al Tour de França
- 1983
  - Vencedor d'una etapa del Tour del Sud-Est

### Resultats al Tour de França
- 1976. 29è de la classificació general
- 1977. 22è de la classificació general
- 1978. 5è de la classificació general. Vencedor d'una etapa
- 1979. 22è de la classificació general. Vencedor d'una etapa
- 1980. 6è de la classificació general
- 1981. 36è de la classificació general
- 1982. 39è de la classificació general
- 1983. 20è de la classificació general
- 1984. Abandona (17a etapa)

### Resultats al Giro d'Itàlia
- 1983. 24è de la classificació general

### Resultats a la Volta a Espanya
- 1979. 8è de la classificació general